# 十八の瞬間
『十八の瞬間 (朝: 열여덟의 순간、At Eighteen)』は、韓国JTBCにて2019年7月22日から9月10日まで放送されたテレビドラマ。全16話。

## 略歴
本作は、危なっかしくて未熟な「プレ青春」の世界をありのまま覗く感性青春物で些細なことにも感情が渦巻く18歳、誰もが経験する18歳の瞬間をリアルかつ深みのあるタッチで描くことで、初々しい感性を刺激し、深い共感を届ける作品である。Wanna One出身オン・ソンウの俳優デビュー作。
2019年
1月17日にオン・ソンウとキム・ヒャンギ、シン・スンホが本作への出演を確定した。
6月12日に予告ポスター、6月19日にメインポスター、6月24日に第1弾、7月1日に第2弾、7月8日に第3弾の予告映像を公開した。
7月22日にソウル江南区論硯洞インペリアルパレスのセレナホールにて制作発表会が開催。
7月22日より韓国JTBCにて放送開始し、9月10日に放送終了となった。
2020年
2月に衛星劇場にて日本初放送。10月よりDVD-BOX発売およびレンタル開始。

## あらすじ
ある日、ジュヌ（オン・ソンウ）は幼馴染の友人ジョンフ（ソン・ゴンヒ）を助けたことから校内暴力加害者の濡れ衣を着せられ、強制的に転校を余儀なくされる。引っ越しを終えたジュヌは、自転車でチョンボン高校へ登校中にスビンの母親（キム・ソニョン）が運転する車とぶつかりそうになる。その事を心配していたスビン（キム・ヒャンギ）はジュヌと偶然学校で出会い、「大丈夫か」と声をかけ、何かあれば連絡するようにと自分のクラスを伝える。なんとジュヌはスビンのクラスの転校生であった。しかし、クラスの学級委員であると同時に権力者ともいえるフィヨン（シン・スンホ）の策略にハマり、転校初日にもかかわらず再び問題を起こしてしまう...。
これまで一人でいることに慣れていたジュヌは、スビンを通じて心の扉を開き、独り立ちを夢見てきたスビンは、謎の転校生ジュヌと出会い、小さな変化を経験していく。

## 出演

### 主要人物
チェ・ジュヌ：オン・ソンウ（幼少期：チョン・ヒョンジュン）
18歳。寂しさが日常となり誰よりも強い少年。いつも一人だったため、感情表現が苦手だが、突飛で可愛い魅力を持つ。
ユ・スビン：キム・ヒャンギ
18歳。ソウルの名門大学に入学することを望む母の監視を受けながら、はっきりとした夢や目標も持たずに生きている平凡な少女。
マ・フィヨン：シン・スンホ（幼少期：イ・シウ）
18歳。2年3組の委員長。優れたビジュアルとジェントルな性格で誰からも信頼される人物。しかし完璧であるが、内面に暗いコンプレックスを持っている。
オ・ハンギョル：カン・ギヨン
28歳。2年3組の担任。

### 2年3組の人たち
イ・ギテ：イ・スンミン
フィヨンの子分。
チョン・オジェ：ムンビン（ASTRO）
ジュヌの友達。
ユ・ピルサン：ユ・インス
金持ちの息子。ロミに片思いしている。
コ・ドン：ペク・ジウ
ピルサンの友達。
パク・ギュナム：ウ・ジュンソ
ハ・シムボク：シン・ギジュン
ムン・チャンヨル：キム・ガヒ
スビンの親友。
ユン・ソエ：ムン・ジュヨン
スビンの親友。ギテと内緒で付き合っている。
クォン・ダヒン：キム・ボユン
スビンの親友。オジェに片思いしている。
ファン・ロミ：ハン・ソンミン
スビンに嫉妬している。ジュヌのことが気になっている。
チョ・サンフン：キム・ドワン
2年1組の生徒。数学の天才でフィヨンのライバル。

### 生徒の保護者
イ・ヨヌ：シム・イヨン 
ジュヌの母親。
チェ・ミョンジュン：チェ・ジェウン 
ジュヌの父親。
ユン・ソンヒ：キム·ソニョン
スビンの母親。
ユ・ジョンス：イ・ヘヨン
スビンの父親。
パク・クムジャ：チョン・ヨンジュ
フィヨンの母親。
マ・ユンギ：ソン・ギユン
フィヨンの父親。

### その他周辺人物
イ・グァンヨン：パク・ソングン
チョンボン高校教頭。
キム・ジミン：ホ・ヨンジ
ハンギョルの彼女。
イム・ゴンヒョク：チェ・ウソン
ソン・ジェヨン：チェ・デフン
フィヨンが通う塾の講師。
ロミの父親：ソン・ギョンウォン
チュ・ヒョンジャン：イ・スンイル
シン・ジョンフ：ソン・ゴンヒ（幼少期：キム・ジウ）
ジュヌの幼馴染。転校する前までは同じ学校。

## 放送日程
| 放送話 | タイトル                                                        | 韓国放送日    | 韓国視聴率 | 韓国視聴率 |
| 放送話 | タイトル                                                        | 韓国放送日    | 全国       | 首都圏     |
| ------ | --------------------------------------------------------------- | ------------- | ---------- | ---------- |
| 第1話  | 이름없는 아이, 최준우（→名前のない子、チェ・ジュヌ）            | 2019年7月22日 | 3.009%     | 3.692%     |
| 第2話  | 도망가고 싶은, 순간（→逃げたい、瞬間）                          | 2019年7月23日 | 2.354%↓    | 2.779%↓    |
| 第3話  | 속상한 날은 꼭 비가 내린다（→つらい日には必ず雨が降る）         | 2019年7月29日 | 3.169%↑    | 3.747%↑    |
| 第4話  | 기쁨과 슬픔은 한 순간（→喜びと悲しみは一瞬）                    | 2019年7月30日 | 3.393%↑    | 4.466%↑    |
| 第5話  | 길고 슬픈 그날 밤이 지나면（→長くて悲しいあの夜が過ぎたら）     | 2019年8月5日  | 3.341%↓    | 3.710%↓    |
| 第6話  | 액션과 리액션의 타이밍（→アクションとリアクションのタイミング） | 2019年8月6日  | 3.512%↑    | 4.260%↑    |
| 第7話  | 로미오와 줄리엣（→ロミオとジュリエット）                        | 2019年8月12日 | 3.150%↓    | 3.545%↓    |
| 第8話  | 첫 사랑의 순간（→初恋の瞬間）                                   | 2019年8月13日 | 3.560%↑    | 4.217%↑    |
| 第9話  | 미안해... ...（→ごめんね... ...）                               | 2019年8月19日 | 3.322%↓    | 3.927%↓    |
| 第10話 | 다시 못 올 그날 밤（→二度と戻れないその夜）                     | 2019年8月20日 | 3.416%↑    | 4.031%↑    |
| 第11話 | 너로 인해 알게 된 감정들（→君のおかげで知った感情）             | 2019年8月26日 | 3.766%↑    | 5.010%↑    |
| 第12話 | 어른 보다 더 어른다운 열여덟（→大人よりも大人らしい十八歳）     | 2019年8月27日 | 3.508%↓    | 4.299%↓    |
| 第13話 | 계속 좋아해야지. 그래도（→それでも ずっと好きでいる）           | 2019年9月2日  | 3.498%↓    | 4.247%↓    |
| 第14話 | Happy Birthday To You                                           | 2019年9月3日  | 3.808%↑    | 5.019%↑    |
| 第15話 | 상처를 안아주는 방법（→傷を包み込んであげる方法）               | 2019年9月9日  | 3.740%↓    | 4.585%↓    |
| 第16話 | 지금의 헤어짐이 영원하지 않음을（→この別れが永遠でないことを）  | 2019年9月10日 | 3.882%↑    | 4.865%↑    |

## OST
「十八の瞬間」 オリジナル・サウンドトラック
| #         | タイトル                                   | 作詞                                  | 作曲                                       | 歌手                           | 時間  |
| --------- | ------------------------------------------ | ------------------------------------- | ------------------------------------------ | ------------------------------ | ----- |
| 1.        | 「Moments」                                | ハ・グニョン, イ・スヨン, Christopher | ハ・グニョン, ピョン・ドンウク             | Christopher                    | 3:55  |
| 2.        | 「우리가 만난 이야기」(僕らが出会った物語) | ウ・イェリン                          | ジェフィ                                   | オン・ソンウ                   | 3:30  |
| 3.        | 「네가 있으면 좋겠어」(君がいたらいいのに) | ハ・グニョン, イ・スヨン              | ハ・グニョン, ピョン・ドンウク             | Bily Acoustie                  | 3:21  |
| 4.        | 「Dear My」                                | ハ・グニョン, イ・スヨン              | ハ・グニョン, イ・スヨン                   | ステラ・チャン                 | 3:33  |
| 5.        | 「그림 같던 날들」(絵のようなあの日々)     | ハ・グニョン, イ・スヨン              | ハ・グニョン, ピョン・ドンウク             | Jukjae                         | 3:43  |
| 6.        | 「Floral Peach」                           | ハ・グニョン, イ・スヨン              | ハ・グニョン, ピョン・ドンウク, イ・スヨン | ミンス                         | 3:02  |
| 7.        | 「At Eighteen Opening」                    |                                       | ハ・グニョン, ピョン・ドンウク             | ハ・グニョン, ピョン・ドンウク | 1:16  |
| 8.        | 「Our Youth」                              |                                       | ハ・グニョン, ピョン・ドンウク             | ハ・グニョン, ピョン・ドンウク | 2:47  |
| 9.        | 「First Love」                             |                                       | ハ・グニョン, ピョン・ドンウク             | ハ・グニョン, ピョン・ドンウク | 1:57  |
| 10.       | 「Moving Forward」                         |                                       | ハ・グニョン, ピョン・ドンウク             | ハ・グニョン, ピョン・ドンウク | 1:36  |
| 11.       | 「Are You Okay」                           |                                       | ハ・グニョン, ピョン・ドンウク             | ハ・グニョン, ピョン・ドンウク | 1:34  |
| 12.       | 「Angry With Myself」                      |                                       | ハ・グニョン, ユ・ミンジ                   | ハ・グニョン, ユ・ミンジ       | 2:01  |
| 13.       | 「Thinking Of You」                        |                                       | ハ・グニョン, ユ・ミンジ                   | ハ・グニョン, ユ・ミンジ       | 1:39  |
| 14.       | 「With My Friends」                        |                                       | ハ・グニョン, ピョン・ドンウク             | ハ・グニョン, ピョン・ドンウク | 1:27  |
| 15.       | 「Running For Memories」                   |                                       | ハ・グニョン, ピョン・ドンウク             | ハ・グニョン, ピョン・ドンウク | 1:26  |
| 16.       | 「My Dream Is」                            |                                       | ハ・グニョン, ピョン・ドンウク             | ハ・グニョン, ピョン・ドンウク | 1:57  |
| 17.       | 「In Conflict」                            |                                       | ハ・グニョン, ユ・ミンジ                   | ハ・グニョン, ユ・ミンジ       | 1:05  |
| 18.       | 「I Like You」                             |                                       | ハ・グニョン, ピョン・ドンウク             | ハ・グニョン, ピョン・ドンウク | 1:14  |
| 合計時間: | 合計時間:                                  | 合計時間:                             | 合計時間:                                  | 合計時間:                      | 41:03 |

デジタルシングル
- 열여덟의 순간 OST Part.1 (2019年7月29日) - Christopher「Moments」

- 열여덟의 순간 OST Part.2 (2019年8月5日) - オン・ソンウ「우리가 만난 이야기」

- 열여덟의 순간 OST Part.3 (2019年8月12日) - Bily Acoustie「네가 있으면 좋겠어」

- 열여덟의 순간 OST Part.4 (2019年8月19日) - ステラ・チャン「Dear My」

- 열여덟의 순간 OST Part.5 (2019年8月26日) - Jukjae「그림 같던 날들」

- 열여덟의 순간 OST Part.6 (2019年9月2日) - ミンス「Floral Peach」

## 映像作品
| タイトル            | 発売日         | 販売元           | EANコード         |
| ------------------- | -------------- | ---------------- | ----------------- |
| 十八の瞬間 DVD-BOX1 | 2020年10月21日 | ポニーキャニオン | EAN 4988013871960 |
| 十八の瞬間 DVD-BOX2 | 2020年11月18日 | ポニーキャニオン | EAN 4988013872066 |

## 賞とノミネート
| 年   | 賞                         | カテゴリー       | 受信者       | 結果       | 参考 |
| ---- | -------------------------- | ---------------- | ------------ | ---------- | ---- |
| 2019 | 第12回コリアドラマアワード | 優秀俳優賞       | カン・ギヨン | 受賞       |      |
| 2019 | 第12回コリアドラマアワード | 新人俳優賞       | オン・ソンウ | 受賞       |      |
| 2019 | 第12回コリアドラマアワード | 韓流スター賞     | オン・ソンウ | 受賞       |      |
| 2020 | 第56回百想芸術大賞         | TV部門新人俳優賞 | オン・ソンウ | ノミネート |      |

## 日本での放送

### 放送局
- 衛星劇場（2020年）- 日本初放送[27]
- Mnet Japan（2021年）[28]
- LaLaTV（2021年）[29]

### 配信・レンタル
- U-NEXT
- dTV
- ビデオマーケット
- GYAO!
- Rakuten TV
- TSUTAYA TV
- Amazon Prime Video（2021年10月より配信予定）[30]